# Type 4 Ka-Tsu
Il Type 4 Ka-Tsu è stato un carro armato anfibio progettato dalla marina imperiale giapponese nella seconda metà della seconda guerra mondiale come mezzo da trasporto anfibio; consegnato in piccola serie (meno di cinquanta unità) non se conosce in dettaglio l'utilizzo, sebbene fosse stato pianificato di adoperarlo come vettore per siluri. Nel complesso fu un veicolo poco riuscito, affetto da problemi alla tenuta stagna e ai cingoli.

## Sviluppo

### Sviluppo
Durante il 1943 il principale fronte per l'Impero nipponico era rappresentato dalle Isole Salomone, che gli statunitensi stavano riconquistando avvicinandosi sempre più a Rabaul e lasciando diverse guarnigioni tagliate fuori dai rifornimenti. Lo Stato Maggiore della marina imperiale giapponese, lungi dal ritenerle ormai inutili, aveva deciso di rifornire le posizioni rimaste dietro al linea del fronte per renderle tatticamente utili: le numerose missioni di vettogliamento incontrarono però difficoltà logistiche e s'imbatterono nella reazione statunitense. I vertici della marina si accordarono dunque per richiedere un carro armato anfibio da trasporto, che caricasse i rifornimenti dalle navi mercantili e li portasse sulle spiagge delle isole, velocizzando così le operazioni; fu inoltrata anche una specifica che prospettava il trasporto del veicolo mediante sommergibile. Lo studio del nuovo mezzo iniziò l'anno stesso su progetto di Hori Motoyoshi e tra la fine del 1943 e l'inizio del 1944 fu pronto un prototipo. Dopo alcune prove condotte durante marzo presso Kure, i vertici della marina si dissero soddisfatti e accettarono il carro sotto il nome di "Type 4 Ka-Tsu".

### Produzione
Sebbene non si sappia quanto sia durata né da quale azienda sia stata portata avanti, la produzione fu poco numerosa: solo 49 Type 4 furono completati.

### Impiego operativo

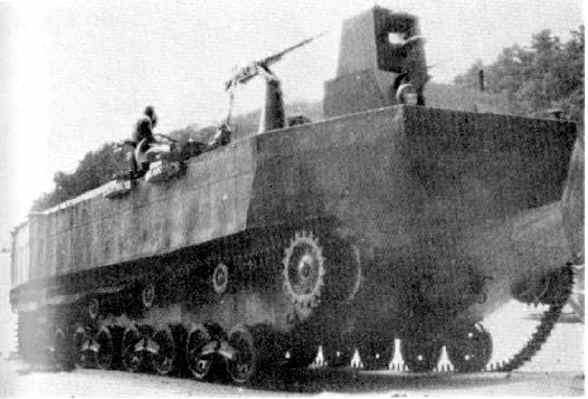
Un esemplare con la dotazione di mitragliatrici, visibili a lato della cabina rialzata

Non si hanno notizie a proposito dell'uso dei Type 4 Ka-Tsu secondo gli originali intendimenti; tuttavia è documentato che dieci esemplari furono scelti per partecipare a un'incursione programmata dalla marina imperiale congiuntamente con le forze aeree basate a terra contro l'atollo Majuro, nelle Isole Marshall: l'atollo ospitava infatti la principale base per la flotta di portaerei veloci statunitensi. L'attacco fu denominato in codice YU-GO Sakusen. Secondo i piani elaborati, cinque coppie di Type 4 sarebbero stati assicurati dietro la torre di altrettanti sommergibili da crociera che li avrebbero portati nelle immediate vicinanze delle isole. Ogni carro anfibio sarebbe stato equipaggiato con due siluri Type 2 da 450 mm, ordigni da lanciare in superficie con una carica esplosiva da 350 chili: erano la versione semplificata del siluro per aerei Type 91 modello 3. I mezzi avrebbero lasciato i sommergibili-madre, raggiunto la spiaggia e attaccato le portaerei con i siluri dal lato interno della laguna: questa fase offensiva prese il nome di Tatsumaki Sakusen (operazione "Tornado") e doveva approfittare delle contemporanee operazioni aeree e di uno sbarco delle forze speciali della marina nipponica.
Le esercitazioni evidenziarono però la difficoltà di far partire i motori dei carri dopo lunghi periodi di immersione: il lasso di tempo di oltre venti minuti necessario a liberarli delle coperture stagne ed accenderli avrebbe messo a repentaglio i battelli fermi in emersione. Inoltre erano eccessivamente rumorosi e sottopotenziati rispetto al peso dei veicoli; ulteriori complicazioni sorsero quando, durante le prove, fu constatata la debolezza delle coperture, che si fessuravano e non erano più capaci di impedire all'acqua di invadere il vano motore. Infine, gli equipaggi provenienti dall'arma sottomarina contavano membri poco addestrati. Tali scadenti risultati convinsero l'ammiraglio Takeo Takagi, posto a capo dell'organizzazione dell'attacco anfibio, che esso sarebbe fallito: inviò dunque un rapporto pessimistico allo Stato Maggiore della marina, a seguito del quale l'operazione YU-GO fu rimandata sine die.

## Caratteristiche
Con 11 metri di lunghezza, il Type 4 Ka-Tsu aveva grandi capacità di carico: oltre all'equipaggio, di 5 uomini oppure 7 elementi, poteva trasportare 4 tonnellate di rifornimenti o all'occorrenza 40 soldati. Lo scafo, alto sul livello dell'acqua, era protetto da piastre da 10 millimetri, spessore esiguo che lasciava poche probabilità di sopravvivenza in caso di attacco; per la difesa ravvicinata erano comunque disponibili due mitragliatrici pesanti Type 93 da 13,2 mm sistemate sopra la parte anteriore dello scafo. Il motore adoperato era un diesel erogante 120 hp secondo una fonte, 62 hp secondo un'altra; riusciva a spingere le 16 tonnellate del Type 4 a 20 km/h sulla terraferma e a 8 km/h in acqua (5 nodi) in acqua. Il comparto motore, i vari collegamenti elettrici e le componenti meccaniche erano tutte ermeticamente isolate con un rivestimento in materiale stagno. Da notare che i cingoli adottati dettero pessima prova di sé, in quanto avevano poca presa sulle superfici sdrucciolevoli e al minimo ostacolo tendevano a uscire dal posto.